# 쉬드 항공

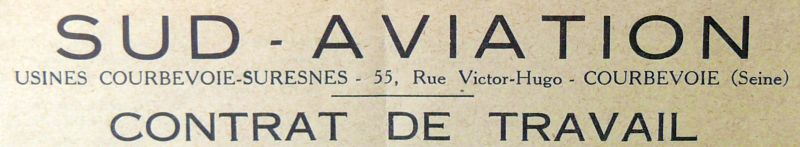

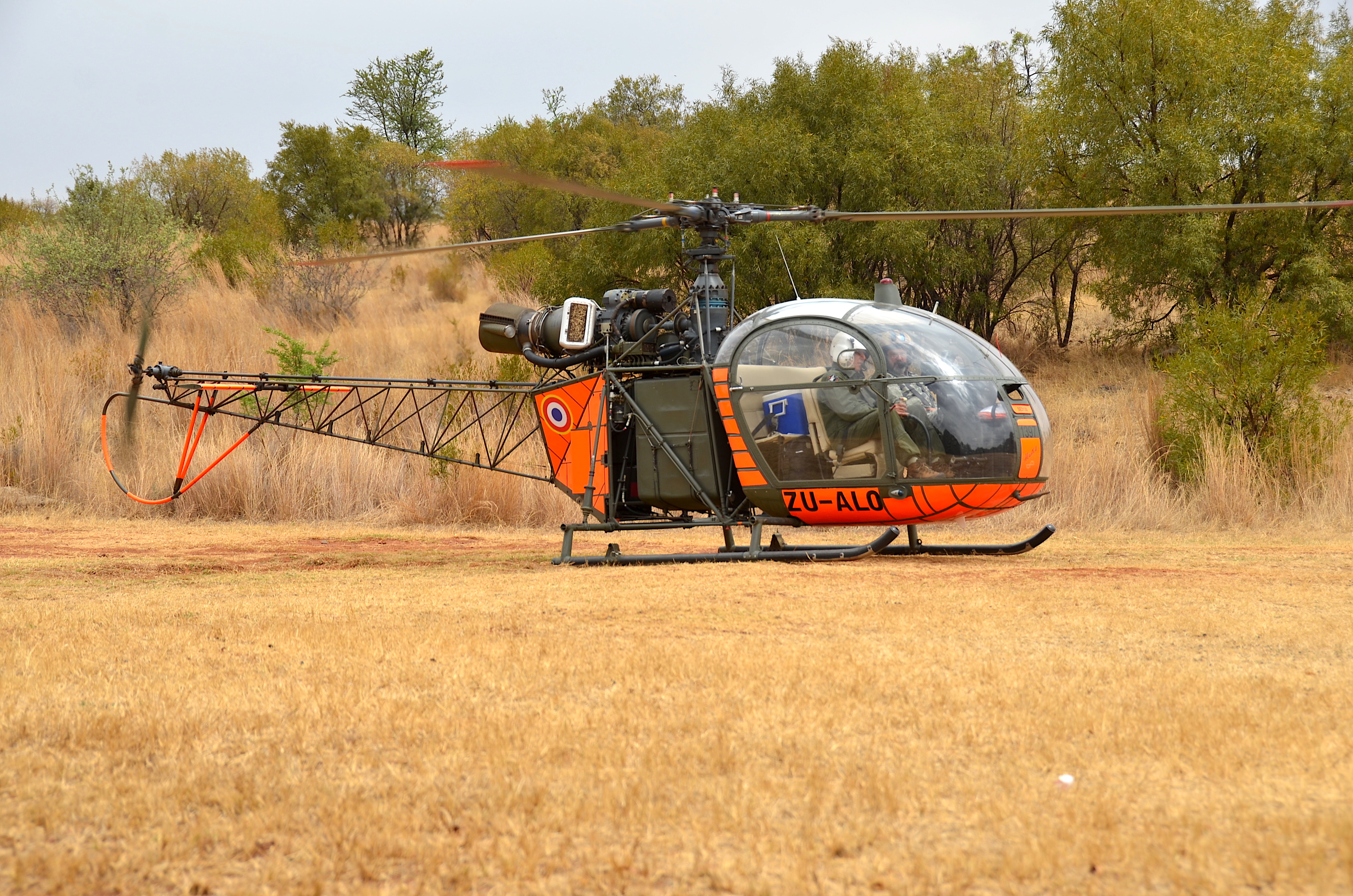
남아프리카 공화국의 ZU-ALO 기체

쉬드항공(프랑스어: Sud-Aviation 쉬드아비시옹[*])은 프랑스 국유 항공기 제조업체로, 1957년 3월 1일 Sud-Est와 Sud-Ouest의 합병을 통해 설립되었다.
이 기업은 주요 헬리콥터 제조업체이며 가스 터빈 엔진으로 첫 생산하고 1955년 첫 비행을 시작한 헬리콥터인 알루에트 II, 1965년의 아에로스파시알 SA 330 퓌마, 1967년의 가젤을 포함한 다수의 기체를 개발하는 등 여러 유형을 디자인하고 생산했다.
1967년, 수드항공은 노르 아비아시옹과 합병하여 아에로스파시알이 설립되었다.

## 같이 보기
- 콩코드 (비행기)
- 아에로스파시알 알루에트 III
- 아에로스파시알 SA 321 쉬페르 프렐롱
- 아에로스파시알 SA 330 퓌마
- 웨스틀랜드 링스